# John Lucas II
John Harding Lucas II (ur. 31 października 1953 w Durham) – amerykański koszykarz na pozycji rozgrywającego, po zakończeniu kariery sportowej trener koszykarski.
Jest ojcem Johna Lucasa III, koszykarza mającego za sobą występy w barwach Rockets, Bulls, Raptors, Jazz.
W debiutanckim sezonie 1976/1977 zajął drugie miejsce w głosowaniu na debiutanta roku NBA.
15 kwietnia 1984 ustanowił nadal aktualny rekord NBA, zaliczając 14 asyst w trakcie jednej kwarty spotkania. Miało to miejsce podczas konfrontacji z Denver Nuggets.
Uprawiał również tenis. Podczas występów na uczelni zajmował dwukrotnie (1974, 1976) pierwsze miejsce w rankingu konferencji ACC NCAA. W późniejszym okresie wziął udział w kilku profesjonalnych turniejach Grand Prix. Był także trenerem Houston Wranglers.

## Osiągnięcia
NCAA
- Uczestnik rozgrywek Elite Eight turnieju NCAA (1973, 1975)
- Mistrz sezonu regularnego konferencji Atlantic Coast (ACC – 1975)
- Sportowiec roku konferencji ACC – McKevlin Award (1976)[5]
- Wybirany do:
  - I składu:
    - All-American (1975–1976)[6]
    - ACC (1974–1976)[4]
    - turnieju ACC (1973)[4]

  - II składu All-American (przez AP – 1974)[6]
  - III składu All-American (przez NABC – 1974)[6]

NBA
- Wybrany do I składu debiutantów NBA (1977)[7]

Reprezentacja
- Mistrz igrzysk panamerykańskich (1975)[8]
- Brązowy medalista mistrzostw świata (1974)[9]

Trenerskie
- 2–krotny mistrz USBL (1992–1993)[10]
- Laureat nagrody – USBL Man Of The Year (1992)[11]
- Trener Roku USBL (1993)[12]
- Zaliczony do składu USBL 20th Anniversary Team (2005)[12]